# Politie Zuid-Holland-Zuid
De politieregio van Zuid-Holland Zuid was 838 km2 groot en omvatte 20 gemeenten met in totaal ongeveer 475.000 inwoners. Als missie gebruikte de politieregio de slogan: "Waakzaam en dienstbaar". 
Bij de invoering van de Nationale Politie op 1 januari 2013 is Zuid-Holland-Zuid samengevoegd met het korps Rotterdam-Rijnmond tot de Regionale Eenheid Rotterdam, een van de tien regionale eenheden.

## Beheer
- Korpschef: T. (Teun) Visscher
- Korpsbeheerder: Peter van der Velden, waarnemend burgemeester van Dordrecht
- Hoofdofficier van Justitie: mr. G.P. van de Beek

## Organisatie
De regio is opgedeeld in drie districten (het districtsbureau staat in de vetgedrukte gemeente):

### District 1: Dordrecht en Zwijndrechtse Waard
Binnen dit district vallen de gemeenten: Dordrecht, Hendrik-Ido-Ambacht en Zwijndrecht

### District 2: Alblasserwaard en Vijfheerenlanden
Gemeenten: Alblasserdam, Giessenlanden, Gorinchem, Graafstroom, Hardinxveld-Giessendam, Leerdam, Liesveld, Nieuw-Lekkerland, Papendrecht, Sliedrecht en Zederik.

### District 3: Hoeksche Waard
Gemeenten: Binnenmaas, Cromstrijen, Korendijk, Oud-Beijerland en Strijen.

### Ondersteunende diensten
Naast de districten kent de regio Zuid-Holland Zuid een drietal regionaal werkende ondersteunende diensten, die grotendeels werken vanuit het regiobureau in Dordrecht:
- DUO - Divisie Uitvoeringsondersteuning
  - GMC - Gemeenschappelijke Meldcentrale
  - VOA - Verkeersongevallen Analyse
- DREO - Divisie Recherche Expertise en Ondersteuning
  - DRR - Dienst Regionale Recherche
  - FO - Forensische Opsporing
- DOCC - Dienst Ondersteuning Concern & Control

## Reorganisatie
Op 1 januari 2013 zullen de zelfstandige politiekorpsen ophouden te bestaan en ontstaat er een nationale politie. Hoewel er sprake is van 1 politieregio (Nederland) valt die wel uiteen in 10 gebieden. Op woensdag 15 maart 2011 heeft het Ministerie van Justitie en Veiligheid definitief bekendgemaakt hoe die gebieden eruit gaan zien. Voor het korps Zuid-Holland Zuid betekent dit dat zij gaan fuseren met het korps Rotterdam-Rijnmond.